# Schizoturanius dimitriewi
Schizoturanius dimitriewi är en mångfotingart som först beskrevs av Timotheew 1897.  Schizoturanius dimitriewi ingår i släktet Schizoturanius och familjen plattdubbelfotingar. Inga underarter finns listade i Catalogue of Life.